# Kim Geon-won
Kim Geon-won (en hangul, 김건원) es un actor y modelo surcoreano.

## Carrera
El 8 de febrero del 2020 se unió al elenco principal de la serie web Ending Again donde dio vida a Do Yoon-soo, un estudiante universitario en gestión del arte que aunque al inició entra en una relación por contrato con Chan In-young (Jo Soo-min), poco a poco termina enamorándose profundamente de ella, hasta el final de la serie el 15 de marzo del mismo año.

## Filmografía

### Series web
| Año  | Título                 | Personaje   | Notas                             |
| ---- | ---------------------- | ----------- | --------------------------------- |
| 2020 | Growing Season Special | Do Yoon-soo | 1 episodio - (aparición especial) |
| 2020 | Ending Again Special   | Do Yoon-soo | 1 episodio                        |
| 2020 | Ending Again           | Do Yoon-soo | 12 episodios                      |

### Películas
| Año  | Título                        | Personaje  | Notas                                           |
| ---- | ----------------------------- | ---------- | ----------------------------------------------- |
| 2021 | The Confidential Coffee Brake | Estudiante | junto a Kim Kyul y Kim Dong-hyun - (corto)      |
| 2021 | Fingers After                 | Estudiante | junto a Lee Kwan-hun - (corto)                  |
| 2018 | The Four Vampires             | Vampiro    | junto a 이다혜, 남승민 y Lee Kwan-hun - (corto) |
| 2017 | 삼선동, 세탁소                | -          | (corto)                                         |

### Aparición en videos muciales
| Año  | Intérpretes                   | Canción | Notas |
| ---- | ----------------------------- | ------- | ----- |
| 2019 | The Electriceels (전기뱀장어) | "Yacht" | [ 8 ] |